# 宁波大学科学技术学院
宁波大学科学技术学院，简称宁大科院，是位于浙江省慈溪市的一所国有资产控股的民办本科独立学院。该院现由宁波大学、宁波前瞻教育科技发展总公司（宁波大学下属的资产管理公司）联合举办。

## 历史
1999年4月22日，浙江省人民政府批复同意，建立公有民办二级学院宁波大学科学技术学院。1999年6月25日，宁波大学科学技术学院正式成立。1999年9月21日—22日，学院1999届的1002名新生如期报到。
2008年2月25日，学院北迁至宁波大学北校区的工程正始启动。2017年5月26日，学院迁建工程奠基仪式在慈溪举行。2019年6月底，新校区建设进入最后阶段，学院开始搬迁。新校区位于浙江省慈溪市东北郊，毗邻慈溪中学、慈中书院，现设有八个下属学科性二级学院，50个本科专业，共有全日制在校生万余名。

## 院系设置
- 设计艺术学院/文化创意学院
- 人文学院/国际交流学院
- 信息工程学院
- 经法学院/马克思主义学院
- 管理学院
- 生命科学与材料化学学院
- 机械工程与自动化学院
- 建筑工程学院
- 继续教育学院

## 院训
- 怀虚涵育，修己立人
- 学院精神：追日·唯实

## 领导
- 历任院长
  - 赵伐（1999.4-2004.5）
  - 王文斌(2004.5-2009.6)
  - 王爱琦(2009.7-2015.12)
- 现任院长：陈君静